# Octodon
Genre
Synonymes
- Dendrobius Meyen, 1833[1]
- Dendroleius Meyen, 1833[1]

Les Octodons (Octodon) sont un genre de petits rongeurs de la famille des Octodontidae que l'on rencontre dans la cordillère des Andes, principalement dans les montagnes du Chili. Seule l'espèce Octodon degus, nommée couramment « octodon » ou dègue du Chili dans les animaleries, est élevée comme animal de compagnie ou de laboratoire.

## Classification
Ce genre a été décrit pour la première fois en 1832 par le zoologiste britannique Edward Turner Bennett (1797-1836).

### Liste d'espèces
Selon ITIS (14 mars 2017) et Mammal Species of the World (version 3, 2005)  (14 mars 2017) :
- Octodon bridgesi Waterhouse, 1845
- Octodon degus Molina, 1782 - l'« octodon » ou dègue du Chili
- Octodon lunatus Osgood, 1943
- Octodon pacificus (en)[4] Hutterer, 1994, le dègue de l'île Mocha

## Description
Ce sont des octodontidés de taille moyenne. Leur longueur totale varie entre 200 et 390 mm avec une queue qui mesure entre 81 et 170 mm et représente 70 à 80 % de la longueur tête+corps. La couleur du pelage est grisâtre, ou terne avec des reflets orange, et devient jaune crème sur le ventre. La queue, portée légèrement courbe, est de la même couleur que le corps. Elle se termine par une touffe de poils noirs, plus ou moins importante selon l'espèce. Les oreilles sont assez grandes et dépassent largement de la tête, sauf chez O. pacificus. Les membres inférieurs sont adaptés au saut, avec des coussinets antidérapants sur la plante de pattes. Les antérieurs portent quatre doigts griffus, plus un cinquième peu développé, doté d'un ongle. Le gland du pénis est caractérisé par un nombre variable de pointes, au nombre de 5 ou plus, de chaque côté.
Le mot « octodon » vient du latin  octo, huit, par référence à leurs dents, molaires et prémolaires ayant la forme d'un 8.

### Mode de vie
Ce sont des mammifères rongeurs, aussi bien nocturnes que diurnes.
Les octodons sont des herbivores principalement folivores. Leur alimentation varie selon le cycle annuel de la végétation. La réabsorption de leurs crottes (coprophagie) est pratiquée durant les phases de repos. Cela leur apporte un complément nutritionnel grâce à la fermentation microbienne qui a lieu dans le cæcum et optimise la digestion des fibres en période de pénurie.
Ces animaux sociaux creusent un terrier fait d'un ensemble de tunnels où ils vivent en groupes constitués des deux sexes.

### Habitat et répartition
À l'état naturel, toutes les espèces d'octodons vivent dans la cordillère des Andes, principalement dans les montagnes du Chili dont la plupart sont endémiques, hormis quelques populations dans la province limitrophe de Neuquén, en Argentine,. On les rencontre entre 0 et 1 800 m d'altitude. 

### Statut de conservation
Octodon bridgesi (en anglais Bridges's Degu) et Octodon pacificus sont sur la liste non exhaustive des animaux véritablement en danger d'extinction (fournie par l'UICN).
Octodon degus et Octodon lunatus (en anglais Moon-toothed Degu) sont sur la liste non exhaustive des animaux en préoccupation mineure LC (fournie par l'UICN).

## En captivité
Seul Octodon degus, appelé dans les animaleries dègue du Chili ou plus simplement « octodon », est commercialisé comme animal de compagnie, ou comme NAC